# Labinszki járás

A Labinszki járás a Krasznodari határterületen

A Labinszki járás (oroszul Лабинский муниципальный район) Oroszország egyik járása a Krasznodari határterületen. Székhelye Labinszk.

## Népesség
- 1989-ben 37 580 lakosa volt.
- 2002-ben 39 235 lakosa volt, melyből 35 433 orosz (90,3%), 1 281 örmény, 770 ukrán, 181 grúz, 174 fehérorosz, 141 német, 87 azeri, 82 cigány, 72 török, 70 tatár, 61 adige, 59 görög.
- 2010-ben 37 443 lakosa volt.

Az örmények százalékos aránya Vladimirszkaja településen haladja meg jelentősen a járási összességben kimutatható arányszámukat.